# Boston Gazette
Boston Gazette (in italiano Gazzetta di Boston) (1719-1798) fu un giornale pubblicato a Boston, nelle colonie britanniche del Nord America.
Si trattava di un settimanale fondato da William Brooker, appena nominato direttore delle poste di Boston, il cui primo numero uscì il 21 dicembre 1719. La Gazzetta di Boston è generalmente considerata il giornale più influente degli della storia coloniale americana, soprattutto negli anni che precedettero e coincisero con la Rivoluzione Americana. Nel 1741 la Gazzetta di Boston incorporò il New-England Weekly Journal, fondato da Samuel Kneeland, e divenne la Boston-Gazette, or New-England Weekly Journal. Tra i collaboratori figurano: Samuel Adams, Paul Revere, Phyllis Wheatley.